# Fjärdskäret (Vaasa)
Fjärdskäret est une île de l'archipel de Vaasa en Finlande,.

## Géographie
La superficie de l'île est de 19,6 kilomètres carrés et sa longueur maximale est de 0,6 kilomètre dans le sens nord-sud.